# Wacław Kuchnio
Wacław Kuchnio ps. „Spokojny” (ur. 23 marca 1917 w Rykach, zm. 8 czerwca 1948 w Warszawie) – partyzant Armii Krajowej, podporucznik z oddziału Mariana Bernaciaka „Orlika”.

## Życiorys
Urodził się w wielodzietnej (dziesięcioro dzieci) rodzinie chłopskiej. Ojciec Stanisław Kuchnio (1873–1920), matka Zofia z d. Kosiorek (1877–1946). Gdy miał 3 lata umiera jego ojciec. Po ukończeniu 7 klas szkoły powszechnej pomagał matce w gospodarstwie. W latach 1936–1938 odbył zasadniczą służbę wojskową w pododdziale saperów 15 pp „Wilków” w Dęblinie. 
W kampanii wrześniowej walczył w 15 pp „Wilków” w ramach Armii „Łódź” w rejonie Wielunia, Stolca, Rychłocic i Brwinowa. W tej samej kampanii pod Wieluniem zginął jego brat Jan Kuchnio. Uniknął niewoli niemieckiej i w początkach października 1939 wrócił do Ryk. W lutym 1940 wstąpił do Polskiego Związku Powstańczego (ZWZ) w Rykach. Przyjął pseudonim „Spokojny” i 1940–1943 był żołnierzem Placówki ZWZ–AK Ryki. W sierpniu 1943 ukończył I kurs w ramach szkoły podoficerskiej w Dąbi k. Ryk utworzonej z inicjatywy szefa Kedywu w podobwodzie „A” Obwodu Puławy AK ppor. Mariana Bernaciaka „Dymka”, „Orlika”. Ponieważ Kuchnio i kilku innych uczestników kursu było już poszukiwanych przez Niemców, utworzono z nich patrol partyzancki – zalążek późniejszego OP 15/1 pod dowództwem Mariana Bernaciaka „Orlika” działającego w ramach Inspektoratu Rejonowego Puławy. Gdy oddział się rozrósł i został w styczniu 1944 podzielony na trzy plutony, Kuchnio został mianowany dowódcą jednego z nich. Wiosną 1944, obdarzony szczególnym zaufaniem „Orlika”, został jego adiutantem.
17 kwietnia 1944, dowodząc plutonem, został lekko ranny w kilkugodzinnej bitwie we wsi Kawęczyn w gminie Kłoczew z 20-osobową bandą dobrze uzbrojonych rabusiów, których zabito wówczas szesnastu.
W czasie „Burzy” w szeregach OP 15/1 walczył z Niemcami w rejonie Kluczkowic, Opola lubelskiego i Ryk (wejściem do Ryk 26 lipca 1944 OP 15/1 zakończył swój udział w akcji).
14 sierpnia 1944 żołnierze OP 15/1 rozpoczęli marsz w kierunku Warszawy. W rejonie Garwolina zostali powstrzymani przez jednostki sowieckie. W trakcie odwrotu „Spokojny” został aresztowany przez NKWD, ale udało mu się uciec i powrócić w rejon Ryk. Gdy we wrześniu 1944 zaczęły się aresztowania akowców, ukrywający się „Spokojny” zaczął organizować czynny opór. 12 września na ul. Poniatowskiego w Rykach „Spokojny” zastrzelił kapitana MO Nikołaja Paramonowa, który dowodził wcześniej bandą mordującą członków polskiego podziemia niepodległościowego. Towarzyszący Paramonowowi komendant MO w Rykach podporucznik Julian Gransztof ps. „Jastrząb”, były dowódca oddziału AL oraz bandy złodziei (koniokradów), członek KPP, został trafiony kilkoma pociskami, ale cudem przeżył.
W chwili reaktywowania działalności zgrupowania „Orlika” w marcu 1945 „Spokojny” objął ponownie funkcję dowódcy plutonu oraz nieformalnego zastępcy „Orlika”, a od września 1945 został także nieformalnym zastępcą Bernaciaka jako referenta bezpieczeństwa w Inspektoracie Puławy WiN. Dowodzony przez „Spokojnego” pododdział był w latach 1945–1947 jednym z najaktywniejszych w całym inspektoracie i miał na swoim koncie największą liczbę akcji zbrojnych. 13 kwietnia 1945 „Spokojny” rozpoczął zwycięską dla partyzantów bitwę z KBW i UB w Woli Zadybskiej. Zastrzelił jednego i ranił drugiego z ubowców, chcących go zabić. 24 maja 1945 w największej bitwie partyzanckiej na Lubelszczyźnie – w Lesie Stockim, w trakcie której doszło do bezpośredniego starcia sztabu „Orlika” ze sztabem grupy operacyjnej, „Spokojny” doprowadził do likwidacji całego dowództwa grupy operacyjnej.
Po śmierci „Orlika” 24 czerwca 1946 „Spokojny” dowodził częścią jego zgrupowania w powiecie garwolińskim. Latem tego samego roku ożenił się z Zofią Mączyńską. 11 sierpnia w pobliżu Okrzei został zatrzymany przez UB wraz z żoną i dwoma partyzantami, jadąc na furmance. Doszło do strzelaniny, w której zginęło dwóch ubeków.
25 marca 1947, po negocjacjach prowadzonych z zastępcą szefa PUBP w Garwolinie ppor. Zygmuntem Krasińskim, „Spokojny” ujawnił się w PUBP w Garwolinie, oddając wiele broni, m.in. dwa działka przeciwpancerne. Mimo to był obserwowany przez UB. W kwietniu 1947 wyjechał z żoną w okolice Wałbrzycha, ale i tam bezpieka szybko go odnalazła. Zatem zamieszkał w podwarszawskiej Radości i zaczął prowadzić sklep z tekstyliami.
Nad ranem 6 czerwca 1948 w wynajmowanym przez niego mieszkaniu w Radości usiłowali go aresztować dwaj ubecy. „Spokojny” jednego zastrzelił, drugiego ciężko ranił i wraz z żoną przeniósł się do Warszawy na plac Mirowski 12, na kwaterę zaprzyjaźnionego z nim żołnierza AK z okolic Ryk Czesława Cygana. Dwa dni później, 8 czerwca, dom Cygana został otoczony przez UB, MO i KBW. Wiedząc, że tym razem nie zdoła umknąć, „Spokojny” strzelił sobie w skroń z pistoletu. Po nim uczyniła to jego żona.
Zwłoki zabrał UB, miejsce pochówku nie jest znane.
„Spokojny” był odznaczony Krzyżem Srebrnym Orderu Virtuti Militari, a w 2007 prezydent Lech Kaczyński nadał mu pośmiertnie Krzyż Oficerski Orderu Odrodzenia Polski, który odebrała siostrzenica.